# Illegal Alien
Illegal Alien est une chanson du groupe Genesis sortie sur l'album homonyme Genesis en 1984. C'est le quatrième single issu de cet album.
Il a été classé no 46 dans les charts au Royaume-Uni, et no 41 au Canada.
Les paroles de la chanson évoquent de façon humoristique la frustration des immigrants mexicains tentant de rentrer illégalement aux États-Unis.
Tony Banks utilise le synthétiseur Synclavier sur cette chanson, sur laquelle on peut entendre des bruits de rue en introduction et de la trompette dans le pont.

## Musiciens
- Tony Banks – claviers, chœurs
- Phil Collins – batterie, percussions, chant
- Mike Rutherford – guitare, basse, chœurs